# Jerzy Szymczyk
Jerzy Szymczyk (ur. 30 września 1942 w Gazomii Starej, zm. 22 października 2016 w Krakowie) – polski siatkarz, trener, nauczyciel akademicki, olimpijczyk z Meksyku 1968.
Karierę sportową rozpoczął w klubie Piotrcovia Piotrków Trybunalski od uprawiania lekkoatletyki i koszykówki. W roku 1958 został mistrzem Polski młodzików w trójboju lekkoatletycznym.
Był zawodnikiem klubu Lechia Tomaszów Mazowiecki, z którym to klubem w latach 1958–1959 zdobył tytuł mistrza i wicemistrza Polski juniorów. Podczas studiów na warszawskiej AWF reprezentował barwy AZS-AWF Warszawa zdobywając z nim dwukrotnie mistrzostwo Polski oraz trzykrotnie wicemistrzostwo. Po zakończeniu studiów przeniósł się do Krakowa, gdzie reprezentował klub Hutnik Nowa Huta, zdobywając z nim dwukrotnie tytuł wicemistrza Polski.
W latach 1961–1970 występował w reprezentacji Polski, w której rozegrał 123 mecze.
Członek polskiej drużyny narodowej, która zdobyła brązowy medal mistrzostw Europy w 1967 roku.
Uczestnik Pucharu Świata w roku 1965 – Polska zajęła 2. miejsce. Uczestnik mistrzostw świata w 1966 roku, podczas których reprezentacja Polski zajęła 6. miejsce oraz mistrzostw świata w 1970, podczas których Polska zajęła 5. miejsce.
Na igrzyskach w roku 1968 był członkiem drużyny, która zajęła 5. miejsce.
W roku 1971 wyjechał do Włoch, gdzie grał w klubach Giaotii Ravenna i Pescara Voley. Po powrocie do kraju w roku 1981 został trenerem Hutnika Kraków (lata 1982–1984), a następnie WKS Wawel w latach 1985–1994. W latach 1991–1992 był trenerem młodzieżowej reprezentacji Polski.
Pochowany na Cmentarzu Prądnik Czerwony w Krakowie (kwatera CCXCVI-płd.-17).

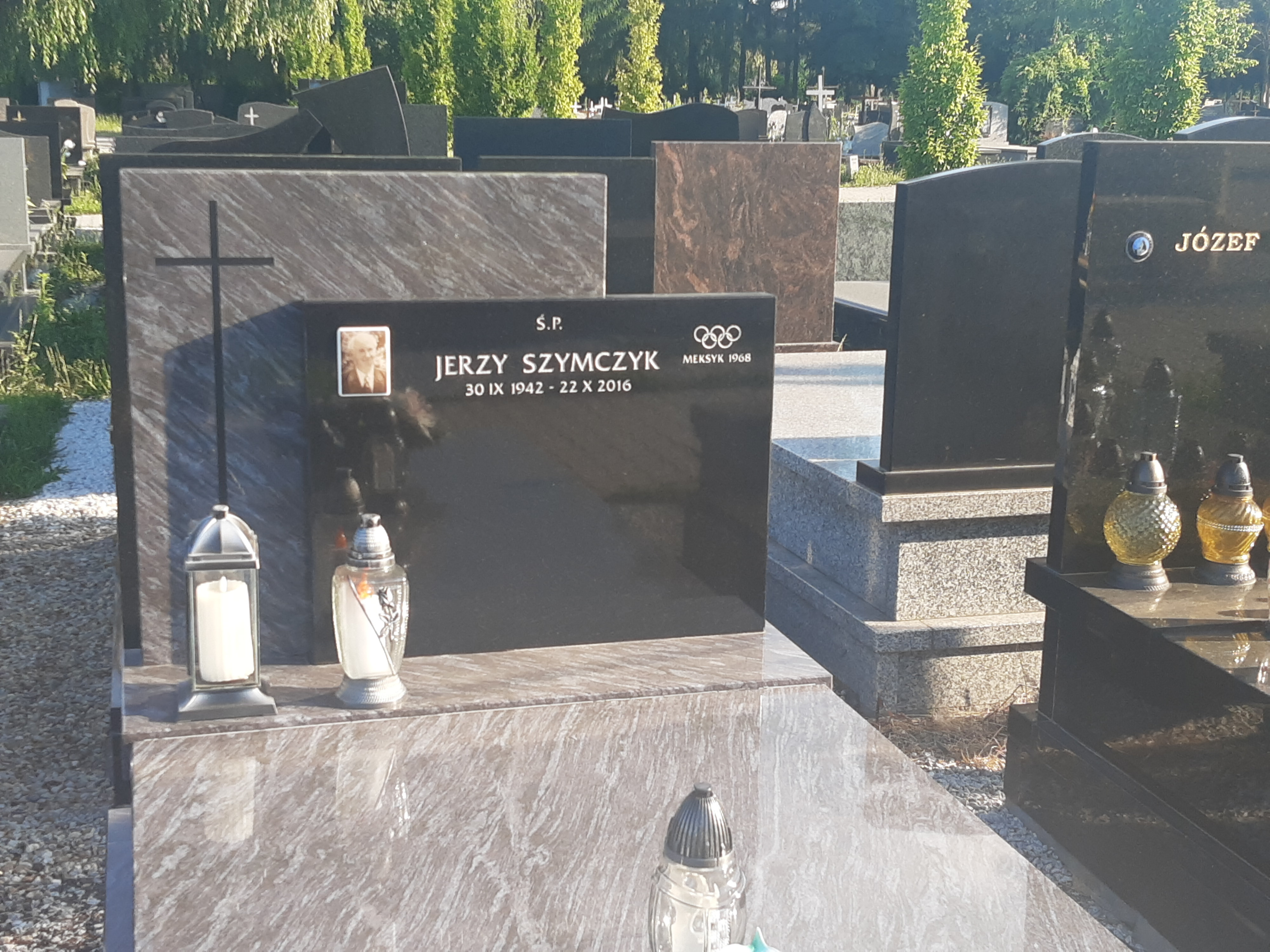
grób Jerzego Szymczyka na Cmentarzu Prądnik Czerwony